# Jean Bottéro
Jean Bottéro (Vallauris (Provenza-Alpes-Costa Azul), 30 de agosto de 1914 – Gif-sur-Yvette (Isla de Francia), 15 de diciembre de 2007) fue un dominico e historiador francés. 
Fue uno de los más renombrados asiriólogos y expertos en la Biblia y el Antiguo Oriente Próximo. También fue famoso por haber sido uno de los primeros traductores del Código de Hammurabi.

## Obras principales
- Los imperios del Antiguo Oriente. Junto a E. Cassin y J. Vercoutter (1983): Historia Universal del siglo XXI (3 volúmenes). Madrid: Siglo XXI de España Editores, ISBN 84-323-0118-3.
- Cuando los dioses hacían de hombres: Mitología mesopotámica. Junto a Samuel Noah Kramer (2004), Akal, ISBN 9788446017622.
- Ancestor of the West: Writing, Reasoning, and Religion in Mesopotamia, Elam, and Greece, Junto a Clarisse Herrenschmidt, Jean-Pierre Vernant y François Zabbal.
- The Oldest Cuisine in the World: Cooking in Mesopotamia. Junto a Teresa Lavender Fagan.
- Everyday Life in Ancient Mesopotamia.
- Religion in Ancient Mesopotamia. Junto a Teresa Lavender Fagan.
- Naissance de Dieu. La Bible et l’historien, París, Gallimard, 1986.
- Il était une fois la Mésopotamie, col. « Découvertes Gallimard / Archéologie » (n.º 191), Paris: Gallimard, 1993. Junto a Marie-Joseph Stève.